# 沙羅曼蛇 (OVA)
『沙羅曼蛇』（サラマンダ）は、コナミより発売された同名ゲームソフト『沙羅曼蛇』をモチーフとした日本のOVA作品、並びにそれを第1作とする全3巻のOVAシリーズである。
第2巻と第3巻の正式なタイトルは『BASIC SAGA 沙羅曼蛇 瞑想のパオラ』、『ADVANCED SAGA 沙羅曼蛇 ゴーファーの野望』。

## 概要
スタジオぴえろ（現：ぴえろ）により制作された一連のOVA作品。各巻の内容はいずれもコナミより発売されたゲームソフトのファミコン版をモチーフとしたオリジナルストーリーとなっている。第1巻は同名のゲーム『沙羅曼蛇』を、第2巻は『グラディウス』を、第3巻は『グラディウスII -GOFERの野望-』をモチーフとしており、各巻の音楽にはそれぞれモチーフとしたゲームの音楽をアレンジしたものが一部使われている。
また、シリーズ2作目のロゴタイトルは「瞑想のパオラ」を大きく取り、水晶をイメージしたデザインとなっている。

## 各巻ストーリー
第1巻 沙羅曼蛇　
惑星ラティスで建設中の神殿から、ラティスの衛星軌道上にはるか昔から存在するモアイ型のスペースオベリスクと全く同型の石碑が発見される。司祭ドロモはラティスの王子ロード・ブリティッシュに神殿建設中止を進言するが、王子は全く聞き入れず、事故により石碑を破壊してしまう。そしてそれに呼応しスペースオベリスクも突如消失。
途端にラティスを襲う天変地異、そして伝説にラティスを滅びに導くと記された遊星サラマンダがラティスに接近し始めた。調査に向かったラティス軍はサラマンダ星のバクテリアン軍と交戦するが全滅。サラマンダ星はラティスの衛星軌道に入り瘴気を地上に振りまき、ラティスは滅亡の危機に瀕していた。この危機に際し、ドロモは惑星グラディウスよりバクテリアンとの戦いでグラディウスを勝利に導いたダーン、ステファニィ、エディを招聘するのだった。
だが、エディはサラマンダ星への総攻撃を前にしてグラディウスへ帰ってしまう。残った2人と王子はサラマンダ星へ出撃、その中枢にたどり着くが火竜に阻まれてピンチに陥る。その窮地を救ったのは駆けつけたエディであった。
第2巻 沙羅曼蛇 瞑想のパオラ　
この第2巻は前作より過去の話となっており、前作で語られた1年前のバクテリアン軍との戦いが描かれている。宇宙暦2381年4月3日、惑星グラディウス主席・マクベインの乗る宇宙船が、謎のガスに吸い込まれて行方不明になる。グラディウス軍パイロットのダーン、エディとマクベインの娘ステファニィは調査を開始。調査中に救命ボート内で冷凍睡眠状態にあった美女、パオラを発見する。彼女は自分が謎の生命体「バクテリアン」に滅ぼされた星の生き残りだと言い、グラディウスの人々にその脅威を訴える。半信半疑なダーン達だが、エディだけは理解を示す。
そのバクテリアンは惑星グラディウスに接近していた。ダーン達は偵察任務によりバクテリアンの弱点を突き止めるも、エディが偵察任務の途中での命令違反を理由に任務をはずされてしまう。ついに始まったバクテリアンへの総攻撃の最中、父マクベインの声を聞いたステファニィは、声に導かれダーンと共にバクテリアンの要塞ゼロスに進入。そこで見たものはバクテリアン軍の中枢・サイバーブレインと化したマクベインの姿だった。
そのころ解任されたエディはパオラと共に行動していた。彼女の言うとおりにバクテリアン軍のコントローラーというグラディウスの遺跡「オベリスク」を破壊するエディだったが、パオラはバクテリアンの斥候であり、オベリスクはバクテリアンの封印だった。そしてパオラはまんまと騙されたエディを嘲り、異形の竜という本性を明かして消えた。
最終巻 沙羅曼蛇 ゴーファーの野望
ダーン達グラディウスの勇者とロード・ブリティッシュ王子の活躍により、バクテリアン軍の脅威から解放された惑星ラティスは惑星グラディウスとの長きに渡る国交断絶状態を解消。両惑星は友好国家として結ばれることになった。しかしその記念式典の当日、出席していたステファニィが突如閃光に包まれ、バクテリアン軍により人工太陽の内部にとらわれてしまう。グラディウス軍は彼女の奪還を図り、人工太陽へ総攻撃を仕掛ける。攻撃の最中、人工太陽内部に侵入したダーンとロード・ブリティッシュ王子は首尾よく彼女の救出に成功する。
バクテリアンの斥候・パオラはステファニィを開発中の生体兵器「ゴーファー」に組み込もうとしていたが、やむなく自らがゴーファーと合体。巨大な火の鳥となってダーンたちに襲い掛かった。

## 登場キャラクター

### メインキャラクター
ダーン
声：辻谷耕史
グラディウス軍のパイロット。ステファニーやエディの良き理解者。愛機はビックバイパーでステファニィ、エディも同様である。
第2巻では、バクテリアンによって同胞を失ったにも関わらず、悲しむ様子を見せないパオラに疑いを抱いていた。
第3巻ではステファニィと共に教官となっており、彼女にほれ込むブリティッシュ王子から相談を受け、2人がいい雰囲気になるように気を利かせる一面も見せる。3巻のパッケージにはステファニィとの恋愛が示唆されるような文言があったが作品中でそのような描写は特になかった。
ステファニィ
声：日髙のり子　
グラディウス軍のパイロットで、ダーンとはいい相棒といった関係。フルネームはステファニィ・マクベイン。勝気で口よりも手が先に出る性格で、第1巻では最前線の兵士のことを考えようとしないブリティッシュ王子の頬を引っ叩き、第3巻でもダーンの頬を引っ叩いている。
1年前のバクテリアンとの戦いでは、サイバーブレインに改造された父・マクベインを自らの手で破壊した過去を持つ。その様子は第2巻で描かれた。
第3巻での記念式典の席ではドレスアップして登場するも、バクテリアンにより囚われの身となった。火の鳥と化したパオラとの決戦では、ロードブリティッシュ号の操縦を彼女に切り替えた途端にダーンと見事なコンビネーションを発揮した。
エディ
声：井上和彦　
第1巻と第2巻で登場。フルネームはエディ・イーバン。グラディウス軍のパイロットで、士官学校をトップで卒業したことが仲間の口から第2巻で語られている。幾分斜に構えた性格だが心根は熱い。第1巻にて、50年前に王位継承争いで追放された惑星ラティスの元王族出身であることが判明する。共に招聘された2人を残しグラディウスへ帰ってしまうが、サラマンダ星へ出撃した仲間たちの元に駆けつけてその窮地を救い、自分の命を犠牲にしてサラマンダ星のコアを守る火竜を倒した。
第1巻より1年前を描いた第2巻では、その出自からパオラに理解を示した。偵察任務の途中での命令違反を理由に任務を外され、彼女と共に行動することになる。その助言に従ってグラディウスの遺跡へとパオラを案内し、そこにあったオベリスクをバクテリアンの侵攻を抑えるために作られた要石とは知らずに破壊してしまう。
ロード・ブリティッシュ
声：鈴置洋孝
惑星ラティスの王子として、第1巻と第3巻で登場。これまではゲームのあらすじなどでその名が語られる程度だったが、本作で人物像が明確にされた。民や平和を愛し正義感も強いが、早くに両親を亡くしているせいか傲慢なところがある。愛機は自身の名を冠したロードブリティッシュ。第3巻にて、同機は複座式で操縦の切り替えが可能となっていることが明かされた。
ステファニィとの出会いにより、第3巻では指導者として成長したようだ。ステファニィに思いを寄せていて何度もプロポーズしようとしていたが、ゴーファーとの戦いで彼女が見せたダーンとの見事な連携に、二人の仲を察して身を引く。

### 惑星ラティス関係者
※大臣の2人以外は第1巻でのみ登場。
司祭ドロモ
声：加藤精三　
惑星ラティスの司祭。惑星訪問旅行中の王子を呼び戻し、古より惑星ラティスに伝わる「炎の予言」を王子に伝えて忠告する。ラティスの危機に際し、勇士達をグラディウスより呼び寄せる。
パイロットA、B
声：沢木郁也、大塚芳忠　
冒頭で惑星訪問旅行に出ていた王子の宇宙船の操縦を担当するパイロットの2人組。惑星ラティスの衛星軌道上に浮かぶスペースオベリスクを宇宙灯台として使用している。
大臣A、B
声：八奈見乗児、神山卓三
第1巻と第3巻で登場する惑星ラティスの大臣。王子に連合惑星訪問旅行を勧めて送り出したのは、将来のお妃候補を見つけてくれることを期待してのことであった。王子がステファニィと出会ってからは、その恋の行方を気にかけている。

### 惑星グラディウス関係者
リー・マクベイン
声：筈見純
第2巻で登場。惑星グラディウス政府主席にしてステファニィの父。第1巻より遡ること1年前、近隣の惑星国家外遊からの帰還中に行方不明となり、バクテリアン軍の要塞・ゼロス中枢部のサイバーブレインに改造されてしまう。娘のステファニィの心にテレパシーで呼びかけていたのは、改造されてなお僅かに残っていた彼の人間としての心だった。
第3巻では囚われの身となっていたステファニィが見ていた夢の中で、彼女に話しかける彼の声が響くのみ。また、クレジット表記も「ステファニィの父」となっている。　
スターバック
声：村山明
第2巻で主席代理としてクレジットされているが、登場していない。行方不明となったマクベインの後任として主席となる。
第3巻での記念式典では、ロード・ブリティッシュ王子と共に2人で並んで乾杯の音頭をとった。
司令
声：神山卓三（第2巻）
第2巻と第3巻で登場。ダーンら3人の上官で、惑星グラディウスの衛星軌道上に基地を持つグラディウス宇宙軍の司令官を務める。偵察任務の途中での命令違反をしたエディに対し、それを理由に地上勤務を通告する。その処置に抗議した他の2人に対し、彼自身もエディのような優秀なパイロットを地上に戻したくはなかったことと、上層部の意向でやむなくそうせざるを得なかったことを明かした。
第3巻でも登場しているが神山はラティスの大臣で声を当てており、声優が変更されている。

### バクテリアン
パオラ
声：島本須美
第2巻と第3巻で登場するバクテリアンの斥候。普段は緑色の髪をした女性の姿をしているが正体は巨大な竜。強力なパワーにより自身や自軍の戦艦を水晶の状態にすることができる。
第2巻では宇宙の漂流者「ボートピープル」を装い、謎の女性として登場。ダーン達に発見された後は監視状態に置かれ、メディテーション（瞑想）を行っていた。地上勤務となったエディに惑星グラディウスの遺跡へと案内させ、バクテリアンの侵攻の障害となるオベリスクを破壊させる。そして、立ち尽くすエディをあざ笑うかのように巨大な竜の正体を現し、その場を去った。
第3巻ではステファニィを誘拐し、彼女を父・マクベイン同様にサイバーブレインに改造して生体兵器・ゴーファーの頭脳として組み込もうとするが失敗。最後はゴーファーと合体して巨大な火の鳥となった。
サイバーブレイン
声：飯塚昭三
第2巻で登場。巨大な脳に改造されたマクベインのなれの果ての姿。ゲーム『グラディウス』の最終ボスと同様のデザインとなっている。サイバーブレインとは、人間の脳を利用してバクテリアンの全ての兵器を操るコントローラーにしたものであった。惑星グラディウスでエディがオベリスクを破壊した瞬間、それに呼応するようにサイバーブレインとしての性質が覚醒、ダーンとステファニィに激しい攻撃を開始した。
ゴーファー
声：笹岡繁蔵
第3巻で登場。パオラがステファニィをサイバーブレインに改造して組み込もうとしていた生物兵器。ゲーム『グラディウスII』の最終ボスだが、竜に変身したパオラと合体して同ゲームの1面ボス・フェニックスの姿になる。ゲーム同様「ゴーファー」、「アイ アム ゴーファー」と唸り声を上げていた。

### その他
ステファニィの母
声：榊原良子
劇中では姿を見せず、第3巻で囚われの身となっていたステファニィが見ていた夢の中で、彼女に話しかける声が響くのみ。娘ステファニィが七歳の時に死去したこと、また娘を男の子のように育てようとする夫に対し、彼女はレディとして育てたかったことがステファニィの夢の中で示唆されている。

## スタッフ・主題歌
スタッフ
- 監督:鳥海永行
- キャラクターデザイン:美樹本晴彦
- メカデザイン:森木靖泰
- 脚本:久島一仁
- 演出:玉野陽美

- 作画監督:岡田敏靖
- 音楽:梅垣達志
- アニメーション制作:スタジオぴえろ
- 制作・著作:コナミ工業株式会社

主題歌　
- エンディングテーマ「I Remember You」

唄:茂村泰彦/音楽制作：キングレコード株式会社

## 補足
ファミコン版『沙羅曼蛇』をノーコンティニューでクリアするとエンドロールにステファニィの原型と思しき人物が登場する。